# Смайли (аллигатор)
«Смайли» (англ. Smiley, швед. Smilet) — известная особь миссисипского аллигатора женского пола, жившая в Морском музее города Гётеборг, Швеция.
Смайли появилась на свет в водах реки Миссисипи в 1922 году. В 1923 году в годовалом возрасте была привезена в Гётеборг, когда город отмечал своё 300-летие. Смайли умерла в понедельник, 10 февраля 1987 года, заболев за две недели до этого. На момент смерти ей было 65 лет, и она вошла в Книгу рекордов Гиннесса как самый старый аллигатор, живший в неволе.
Причиной заболевания и смерти Смайли стало переохлаждение: в городе проводилась кампания по снижению затрат, и в целях экономии энергии температура в аквариуме морского музея была понижена с 27 градусов Цельсия до 22.
Директор музея Йёран Сандстрём отмечал, что Смайли (названная так из-за специфичного выражения морды) вела настолько спокойный образ жизни, что посетители зачастую считали это пресмыкающееся весом 165 фунтов (75 кг) и 8,69 фута (2,6 м) мёртвым. Эти размеры считаются небольшими для североамериканских аллигаторов (самцы могут иметь размеры почти в два раза больше, чем Смайли, по длине, и более чем в 5 раз по весу). То, что Смайли была самкой, смогли установить только после её вскрытия.
Спустя три года после смерти Смайли, в 1990 году, её муляж, сделанный таксидермистом Эрлингом Хааком, был выставлен в Музее естественной истории Гётеборга. Муляж был изготовлен из гипса, покрашенного масляными красками. Искусственные глаза были оснащены двойными линзами разработки компании Hendén Optik AB. Останки Смайли хранятся в научной коллекции музея под номером 17246.

## Память
Как и многие другие знаменитости Гётеборга, Смайли имеет названный в честь неё трамвай — M29 859.